# 包立方程式
本条目中，向量與标量分別用粗體與斜體顯示。例如，位置向量通常用 {\displaystyle \mathbf {r} \,\!} 表示；而其大小則用 {\displaystyle r\,\!} 來表示。
包立方程式或稱薛丁格-包立方程式，為描述帶有自旋1/2的粒子在與電磁場交互作用下的修正方程式（自旋1/2粒子例如電子）。在此之前，用以描述粒子行為的薛丁格方程式則未考慮到粒子自旋的性質。其為狄拉克方程式在非相對論極限下的特例，應用在粒子速度慢到相對論效應可以忽略的場合。
包立方程式是由沃爾夫岡·包立於1927年所建構。

## 方程式
一自旋粒子具有質量m、電荷q，於外加電磁場中運動；外加電磁場可以純量勢ϕ、向量勢A = (Ax, Ay, Az)來描述。包立方程式可描述外加電磁場與自旋交互作用的影響：
{\displaystyle \left[{\frac {1}{2m}}({\boldsymbol {\sigma }}\cdot (\mathbf {p} -q\mathbf {A} ))^{2}+q\phi \right]|\psi \rangle =i\hbar {\frac {\partial }{\partial t}}|\psi \rangle }
其中
{\displaystyle \mathbf {p} }為動量算符（p = −iħ∇，∇為梯度算符），
{\displaystyle {\vec {\sigma }}}為包立矩陣，
{\displaystyle |\psi \rangle :={\begin{pmatrix}|\psi _{+}\rangle \\|\psi _{-}\rangle \end{pmatrix}}}為包立旋量。
兩個旋量分量都滿足薛丁格方程式
{\displaystyle {\hat {H}}|\psi \rangle =i\hbar {\frac {\partial }{\partial t}}|\psi \rangle }，
這表示系統是有額外但簡併的的自由度。
另可看出包立方程式的哈密頓算符為：
{\displaystyle {\hat {H}}={\frac {1}{2m}}({\boldsymbol {\sigma }}\cdot (\mathbf {p} -q\mathbf {A} ))^{2}+q\phi }
因包立矩陣的存在，此哈密頓算符為2 × 2矩陣算符。包立方程式的哈密頓算符形似於帶電粒子在電磁場中的古典哈密頓算符，但後者沒有考慮到自旋。
包立矩陣可以從動能項中移出，只要使用包立矩陣的關係式：
{\displaystyle ({\boldsymbol {\sigma }}\cdot \mathbf {a} )({\boldsymbol {\sigma }}\cdot \mathbf {b} )=\mathbf {a} \cdot \mathbf {b} +i{\boldsymbol {\sigma }}\cdot \left(\mathbf {a} \times \mathbf {b} \right)}
將p = −iħ∇代入，可得到
{\displaystyle {\hat {H}}={\frac {1}{2m}}\left[\left(\mathbf {p} -q\mathbf {A} \right)^{2}-q\hbar {\boldsymbol {\sigma }}\cdot \mathbf {B} \right]+q\phi }
其中B = ∇ × A，即磁場。

## 與斯特恩-革拉赫實驗的關係
包立方程式可分拆為兩項：
{\displaystyle \underbrace {i\hbar {\frac {\partial }{\partial t}}|\psi _{\pm }\rangle =\left({\frac {(\mathbf {p} -q\mathbf {A} )^{2}}{2m}}+q\phi \right){\hat {1}}|\psi _{\pm }\rangle } _{\mathrm {Schr{\ddot {o}}dinger~equation} }-\underbrace {{\frac {q\hbar }{2m}}{\boldsymbol {\sigma }}\cdot \mathbf {B} |\psi _{\pm }\rangle } _{\text{Stern-Gerlach term}}}
同上述，
{\displaystyle |\psi _{\pm }\rangle }為包立旋量，
{\displaystyle {\boldsymbol {\sigma }}=(\sigma _{x},\sigma _{y},\sigma _{z})}為包立矩陣所構成的包立向量，
B為外加磁場，與磁向量勢A的關係為：{\displaystyle \mathbf {B} =\nabla \times \mathbf {A} }，
而
{\displaystyle {\hat {1}}}為二階單位矩陣{\displaystyle {\begin{pmatrix}1&0\\0&1\\\end{pmatrix}}}。
左半部為薛丁格方程式（上式Schrödinger equation），右半部斯特恩-革拉赫項（上式Stern-Gerlach term）。如此可解釋帶有一個價電子的原子何以得到得到自旋取向，例如流過不均勻磁場的銀原子。相似地，比如在反常塞曼效應，這一項造成磁場中的譜線（對應到能階）分裂。

## 與薛丁格方程式、狄拉克方程式的關係
包立方程式為非相對論性的量子力學方程式，但其能描述自旋相關的行為，因此其具有薛丁格方程式與狄拉克方程式的中介角色：
- 常見的薛丁格方程式（作用於複純量波動方程式），非相對論性，也無法描述自旋。
- 狄拉克方程式（作用於複數四分量旋量），完整地考慮了相對論效應，可描述自旋。

注意到：若磁向量勢A為零，包立方程式則約化為一個在純電勢ϕ中運動的帶電粒子之薛丁格方程式：
{\displaystyle \left[{\frac {\mathbf {p} ^{2}}{2m}}+q\phi \right]{\begin{pmatrix}\psi _{+}\\\psi _{-}\end{pmatrix}}=i\hbar {\frac {\partial }{\partial t}}{\begin{pmatrix}\psi _{+}\\\psi _{-}\end{pmatrix}}}
但因為包立矩陣的存在，此方程式是作用在二分量旋量上的。因此僅當磁場存在時，粒子自旋才會對粒子的運動發揮影響。
自狄拉克方程式開始，設定弱的電磁場交互作用：
其中{\displaystyle {\vec {\pi }}={\vec {p}}-q{\vec {A}}}
利用到如下近似：
- 透過如下擬設對方程式做簡化

{\displaystyle \left({\begin{array}{c}{\vec {\varphi }}_{1}\\{\vec {\varphi }}_{2}\end{array}}\right)=e^{-i{\frac {mc^{2}t}{\hbar }}}\left({\begin{array}{c}{\vec {{\tilde {\varphi }}_{1}}}\\{\vec {{\tilde {\varphi }}_{2}}}\end{array}}\right)}
- 透過緩慢時間相依性的前提去除掉靜能量

{\displaystyle \partial _{t}{\vec {\varphi }}_{i}\ll {\frac {mc^{2}}{\hbar }}{\vec {\varphi }}_{i}}
- 與電場勢有弱的耦合

{\displaystyle q\phi \ll mc^{2}}

## 外部連結
- （英文）The Schrödinger-Pauli Hamiltonian （页面存档备份，存于）
- （英文）The relativistic Pauli equation （页面存档备份，存于）